# Rundfunkjahr 2003

2003: ATV plus startet als erster terrestrisch empfangbarer privater Fernsehanbieter Österreichs

Liste der Rundfunkjahre

◄◄ | ◄ | 1999 | 2000 | 2001 | 2002 | Rundfunkjahr 2003 | 2004 | 2005 | 2006 | 2007 | ► | ►►

Weitere Ereignisse

## Allgemein
- 20. März – Beginn des Irakkrieges.
- 1. Mai – Die beiden ARD-Anstalten Sender Freies Berlin (SFB) und Ostdeutscher Rundfunk Brandenburg (ORB) fusionieren zum Rundfunk Berlin-Brandenburg (RBB). Der neue Sender behält die beiden Hauptstandorte Berlin und Potsdam bei.
- Juli – Die Berichterstattung der BBC über Massenvernichtungswaffen im Irak kommt durch die Affäre um den britischen Biowaffenexperten David Kelly, Berater der britischen Regierung und eine der Hauptquellen der BBC-Recherche, unter Druck. Das Kabinett unter Premierminister Tony Blair soll laut BBC die britische Öffentlichkeit im Vorfeld des Irakkrieges über das Biowaffenarsenal des Irak bewusst getäuscht haben. Kurz nach einer Befragung durch einen Untersuchungsausschuss des britischen Parlaments begeht Kelly Suizid.
- August – Der israelisch-amerikanische Medienunternehmer Haim Saban übernimmt die ProSiebenSat.1 Media.
- 4. August – Im Großraum Berlin wird als erster Region in Deutschland der bisherige analoge terrestrische Fernsehempfang auf DVB-T umgestellt.

## Hörfunk
- Das Internetportal Phonostar wird ins Leben gerufen. Es bietet Zugang zu über 4.000 Internetradios aus aller Welt an.
- Bei UVK erscheint die 1. Auflage von Hans-Jürgen Krugs Kleiner Geschichte des Hörspiels. Es ist seit über 20 Jahren der erste Versuch, die Geschichte der deutschsprachigen Radiokunst zu erzählen.[1]
- 1. Januar – Der NDR sendet mit NDR Kultur nach dem Ausstieg aus Radio 3 wieder ein eigenes Kulturprogramm.
- 20. Februar – Der deutsche Autor und Filmemacher Christoph Schlingensief wird für sein Hörspiel Rosebud mit dem Hörspielpreis der Kriegsblinden ausgezeichnet.[2]
- 4. April – Der private Mittelwellensender Megaradio stellt wegen Insolvenz den Betrieb ein.
- 1. Juli – Der Offene Kanal Hamburg stellt den Sendebetrieb ein und wird durch den nichtkommerziellen Bürger- und Ausbildungskanal Tide ersetzt.
- September – Der hr stellt das 1948 von Alfred Andersch gegründete Abendstudio ein.
- 22. November – Der österreichische Radiosender Ö1 strahlt die 1000. Ausgabe der Reihe Diagonal – Radio für Zeitgenossen aus.
- 1. Dezember – Der RBB führt als Nachfolger von SFB und ORB seine beiden Hörfunksender Radio Kultur und Radio 3 unter dem Namen Kulturradio zu einem Programm zusammen.[3]

## Fernsehen

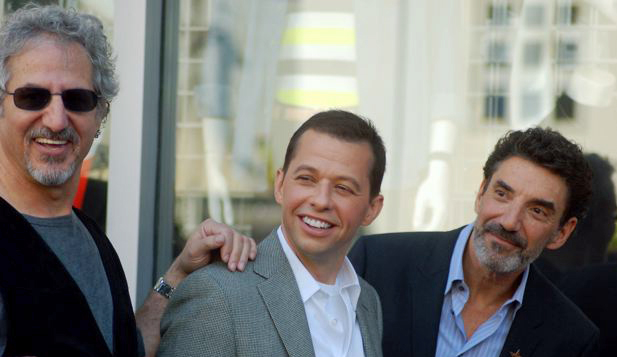
Jon Cryer (Mitte), Darsteller von „Alan“, Lee Aronsohn (links) und Chuck Lorre (rechts), Ideengeber und Produzenten von Two and a Half Men.

- 1. Januar – Der KiKA verschiebt den Sendeschluss von 19 Uhr auf 21 Uhr. Zwischen 21 Uhr und 6 Uhr wird eine Nachtschleife mit Bernd dem Brot ausgestrahlt.
- 19. Januar – Bei der Verleihung der 60. Golden Globe Awards in Los Angeles werden die amerikanischen Serien The Shield und Monk in den Kategorien TV-Drama und TV-Comedy ausgezeichnet.
- 19. Januar – Im US-amerikanischen Fernsehen wird die 100. Episode der WB-Serie Charmed ausgestrahlt.
- 16. Februar – Auf FOX wird die 300. Episode der Simpsons mit dem Titel „Strong Arms of Ma“ („Die starken Arme der Ma“) ausgestrahlt.
- 21. Februar – Auf dem US-amerikanischen Bezahlsender HBO läuft die erste Ausgabe der satirischen Talkshow Real Time with Bill Maher.
- 1. Mai – 3sat sendet zum ersten Mal einen Thementag unter dem Motto Pop Around the Clock und strahlt 24 Stunden lang Liveaufzeichnungen von Pop- und Rockkonzerten, darunter Auftritte von U2, BAP, Deep Purple und R.E.M.
- 1. Juni – ATV plus startet als erster terrestrisch zu empfangender Privatsender Österreichs.
- 5. August – Auf FOX hat die erste Folge von O.C., California Premiere.
- 16. September – BBC Three strahlt die erste Folge der Sketch-Comedy Little Britain aus.
- 22. September – CBS strahlt die erste Folge der Sitcom Two and a Half Men aus.
- 19. November – ORF und RTL zeigen als erste deutschsprachige Anstalten die umstrittene Castingshow Der Bachelor.
- 23. November – Aus Anlass des 40. Jahrestages der Erstausstrahlung von Doctor Who gibt die BBC eine Neuauflage der Serie für 2005 bekannt.
- 23. Dezember – Sat.1 strahlt die letzte Folge der Harald Schmidt Show aus.

## Gestorben
- 10. Februar – José Lewgoy, brasilianischer Schauspieler (zahlreiche Fernsehrollen und Telenovelas) stirbt 82-jährig in Rio de Janeiro. Lewgoy wurde dem deutschsprachigen Programmkinopublikum im Werner Herzog Film Fitzcarraldo als Kautschukbaron Don Aquilino bekannt.
- 23. Februar – Marcel Prawy, österreichischer Opernkenner und langjähriger Opern- und Musiktheaterpräsentator im ORF stirbt 91-jährig in Wien.
- 26. Februar – Willy Kralik, österreichischer Fernsehmoderator (Seniorenclub) stirbt 73-jährig in Wien.
- 22. März – Gordian Troeller, luxemburgischer Fernsehautor bei Radio Bremen (u. a. Dokumentarfilmreihen Im Namen des Fortschritts od. Frauen der Welt) stirbt 86-jährig in Hamburg.
- 22. März – Terry Lloyd – britischer Fernsehjournalist und Kriegsberichterstatter stirbt 50-jährig in Basra, Irak.
- 2. April – Wolfgang Korruhn, deutscher Fernsehjournalist und Moderator (WDR-Politmagazin ZAK) stirbt 65-jährig in Köln.
- 23. Mai – Horst Friedrich Mayer, österreichischer Nachrichtenmoderator (Zeit im Bild), stirbt 66-jährig in Wien.
- 24. Mai – Hans-Werner Kock, deutscher Fernsehjournalist stirbt 73-jährig in Berlin.
- 27. Juli – Bob Hope, US-amerikanischer Entertainer stirbt 100-jährig in Kalifornien.
- 11. September – John Ritter, US-amerikanischer Schauspieler und Seriendarsteller (Herzbube mit zwei Damen) stirbt 54-jährig in Burbank (Los Angeles County).
- 14. September – Walter Davy, österreichischer Schauspieler und Fernsehregisseur stirbt 78-jährig in Wien. Einer breiten Öffentlichkeit wurde Davy vor allem in der Rolle des Schremser in der Krimiparodie Kottan ermittelt bekannt.
- 14. Oktober – Heinz Quermann, deutscher Fernsehunterhalter (Zwischen Frühstück und Gänsebraten, 1957–1991) stirbt 82-jährig in Berlin.
- 21. September – Robert H. Lochner, US-amerikanischer Journalist und Diplomat, stirbt einen Monat vor seinem 85. Geburtstag in Berlin. Lochner war zwischen 1961 und 1968 letzter amerikanischer Intendant des RIAS Berlin.
- 4. November – Walter Niesner, österreichischer Hörfunkmoderator (Autofahrer unterwegs), stirbt 84-jährig.
- 12. November – Jonathan Brandis, US-amerikanischer Schauspieler stirbt 27-jährig in Los Angeles.
- 29. Dezember – Der US-amerikanische Schauspieler Earl Hindman stirbt 61-jährig in Stamford, Connecticut. Hindman wurde vor allem durch die Darstellung der Figur des Wilson Wilson Jr. in der Fernsehserie Hör mal, wer da hämmert einem breiten Publikum bekannt.